# Joachim Feller
Pour les articles homonymes, voir Feller.
Joachim Feller, est un écrivain allemand, né à Zwickau le 30 novembre 1638 et mort le 15 avril 1691.

## Biographie
Il commence comme poète à 13 ans, est professeur de poésie à Leipzig, puis bibliothécaire de l'université de cette ville. Il meurt d'une chute faite dans un accès de somnambulisme. 
On a de lui : 
- Flores philosophici ex Virgilio ;
- Cygni Cygneæ : c'est la biographie des hommes distingués qu'avait produits Zwickau (Cygnea), sa patrie.

Son fils est Joachim Friedrich Feller.

## Littérature
- Reinhard Breymayer: Luctuosa desideria. Wiedergefundene Gedenkschriften auf den Leipziger pietistischen Studenten Martin Born (1666 - 1689). Mit Gedichten von Joachim Feller, August Hermann Francke und anderen. Teil 1. Luctuosa desideria und Vetterliche und Freund-verbundene Letzte Pflicht , Tübingen: Noûs-Verlag Thomas Leon Heck, 2008. -  (ISBN 978-3-924249-42-7). 
  - Voir (pp. 24 - 25) le célèbre poème de Feller sur l'étudiant Martin Born (1666 - 1689) avec la définition du terme piétiste : « Was ist ein Pietist? Der Gottes Wort studirt/ Und nach demselben auch ein heilges Leben führt ».
- Reinhard Breymayer / Red[aktion]: Feller, Joachim, auch: Cholander, Franciscus Dermasius. In: [Walther] Killy Literaturlexikon. Autoren und Werke des deutschsprachigen Kulturraumes, 2,  vol. 3. Berlin, New York: Walter de Gruyter & Co., 2008, p. 404-405.  (ISBN 978-3-11-018962-9).

## Sources
Cet article comprend des extraits du Dictionnaire Bouillet. Il est possible de supprimer cette indication, si le texte reflète le savoir actuel sur ce thème, si les sources sont citées, s'il satisfait aux exigences linguistiques actuelles et s'il ne contient pas de propos qui vont à l'encontre des règles de neutralité de Wikipédia.